# Charles Dow
Charles Henry Dow (Sterling, 6 de novembro de 1851 – Brooklyn, 4 de dezembro de 1902) foi um jornalista americano que foi o co-fondador da Dow Jones & Company juntamente com Edward Jones e Charles Bergstresser. Dow também fundou o The Wall Street Journal, que se tornou uma das mais respeitáveis publicações sobre economia do mundo.
Ele também inventou o famoso Dow Jones Industrial Average como parte de sua pesquisa sobre o movimento dos mercados. Ele desenvolveu uma série de princípios para entender e analisar o comportamento dos mercados na qual posteriormente se tornou conhecida como a Teoria de Dow.
Dow nunca concluiu o nível superior de instrução.